# Fixin (Weinbaugebiet)

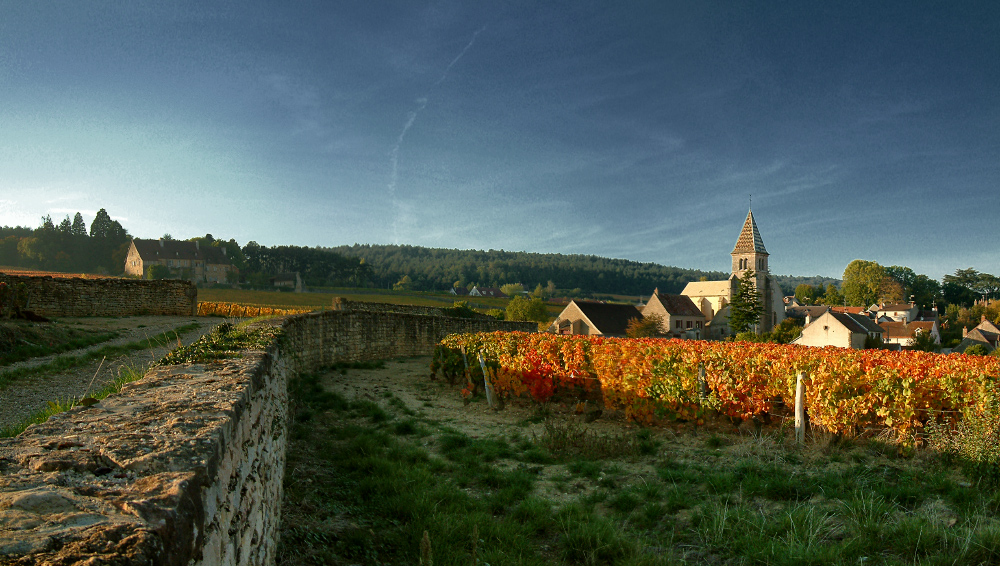
Das Dorf Fixin umgeben von seinen Weinbergen

Fixin ist ein Weinanbaugebiet im nördlichen Teil von Côte de Nuits in Frankreich und als Appellation d’Origine Contrôlée klassifiziert. Die Weine dieses Namens stammen aus der gleichnamigen Gemeinde Fixin sowie aus der Nachbargemeinde Brochon. Die Gesamtrebfläche beträgt 109 ha, davon 21 ha als Premier Cru und 88 ha als Côte de Nuits-Villages, die erzeugte Weinmenge 2008 bei knapp 5000 hl.
Die Premier Crus heißen Arvelets, Clos de la Perrière, Clos du Chapitre und Hervelets (alle je ca. 5 ha) sowie Clos Napoléon (1,8 ha). Es wird fast ausschließlich Rotwein – namentlich die Sorte Pinot Noir – angebaut. Die Premiers Crus sind langlebige Weine, die qualitativ fast mit denen aus der Nachbarappellation Gevrey-Chambertin mithalten können.